# دامباخ
دامباخ (به آلمانی: Dammbach) یک شهر در آلمان است که در آشافنبورگ واقع شده‌است. دامباخ ۱٬۸۶۰ نفر جمعیت دارد.